# Jeleni Grzbiet

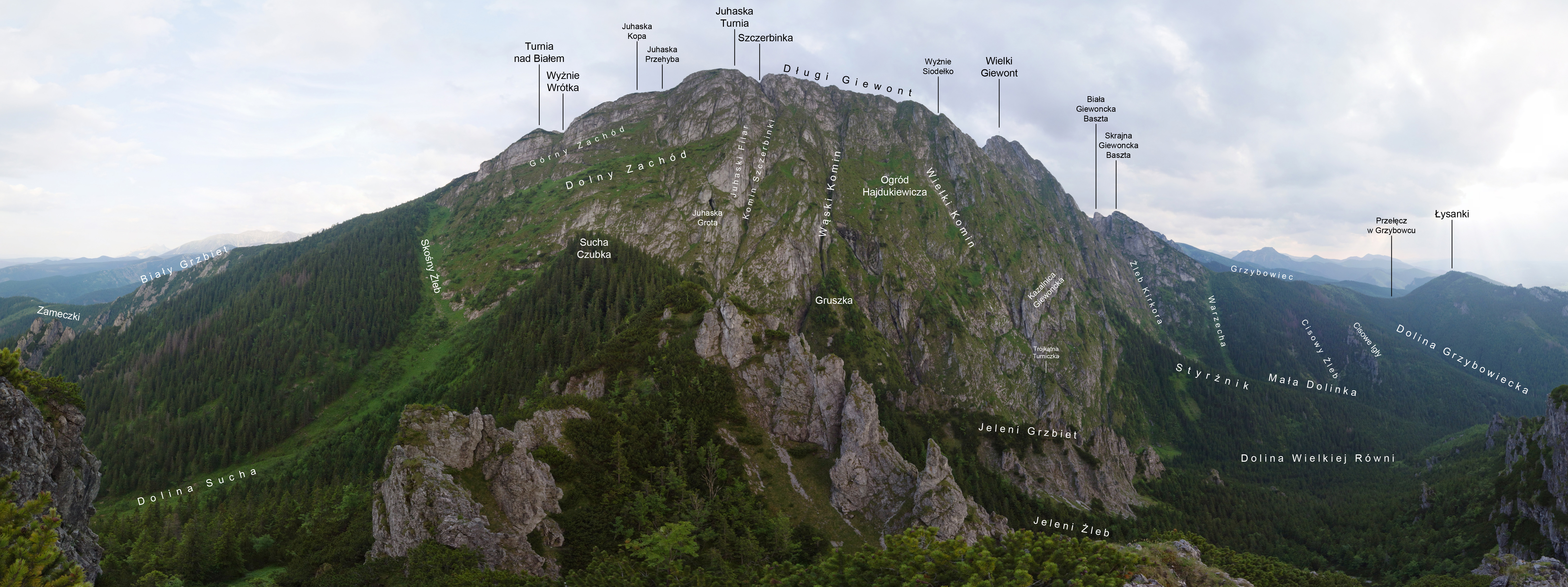

Jeleni Grzbiet – boczne odgałęzienie grzbietu oddzielającego Dolinę Białego od Doliny Strążyskiej w Tatrach Zachodnich. Opada na zachodnią stronę, do Doliny Strążyskiej i jest najdalej na południe wysuniętym z kilku zachodnich odgałęzień tego grzbietu. Ma początek na Suchej Czubce, a kończy się na Wielkiej Równi w Dolinie Wielkiej Równi będącej górną częścią Doliny Strążyskiej.
Jeleni Grzbiet oddziela dwa żleby: Banie znajdujący się po jego południowej stronie, pod ścianami Długiego Giewontu i Jeleni Żleb po północnej stronie. W grani znajduje się wiele ostro zakończonych turniczek, pomiędzy którymi rośnie kosodrzewina, a niżej las. W okolicy jest dużo zwierzyny płowej, stąd też prawdopodobnie pochodzą nazwy występujących w pobliżu żlebów i grzbietów: Jeleni Grzbiet, Jeleni Żleb, Sarni Grzbiet, Sarnia Skała i Sarni Żleb. To w tych okolicach zaobserwowano (po śladach żerowania) rzadki przypadek, gdy niedźwiedziowi udało się upolować jelenia, którego zagonił między skały.